# Omar Niño Romero
Omar Niño Romero est un boxeur mexicain né le 12 mai 1976 à Guadalajara.

## Carrière
Passé professionnel en 1995, il devient champion du monde des poids mi-mouches WBC le 10 août 2006 en battant aux points Brian Viloria. Romero doit renoncer à son titre lors du combat revanche le 18 novembre 2006 : conclu initialement par un match nul, le résultat sera transformé en « sans décision » en raison d’un test positif du boxeur mexicain au contrôle antidopage.
Il parvient toutefois à remporter une seconde fois cette ceinture WBC le 19 juin 2010 en dominant aux points Rodel Mayol, ceinture défendue victorieusement le 4 septembre 2010 contre Ronald Barrera par abandon à la fin de la 6e reprise mais perdue aux points le 6 novembre au profit de son compatriote Gilberto Keb Baas.